# Billy Breen
William „Billy“ R. Wright Breen (* 6. Dezember 1882 in Winnipeg, Manitoba, Kanada; † 3. September 1927 in Rochester, Minnesota, Vereinigte Staaten) war ein kanadischer Eishockeyspieler auf der Position eines Centers und Geschäftsmann.

## Leben und Karriere
Billy Breen wurde am 6. Dezember 1882 in Winnipeg, der Hauptstadt der Provinz Manitoba, als Sohn von Richard Breen (* 1842), Verwalter des Dominion Lands Office, und Sarah Ann Wright (* 1847) geboren. Er entstammte einer angesehenen Familie aus Winnipeg und hatte mehrere Geschwister. Seine Eltern waren Anfang der 1880er Jahre direkt aus Irland in die Stadt gekommen und hatten hier an der Gründung der Young Methodist Church mitgewirkt. Bereits während seiner Schulzeit an der Mulvey School und am Central Collegiate zeigten sich seine sportlichen Fähigkeiten. In seiner Jugend galt er aus ausgezeichneter Fußballspieler; weiters spielte er Bowls und Golf. Der Sport, in dem er einen nationalen Ruf erlangte, war jedoch Eishockey. Im Zeitraum von 1899 bis 1907 war er Mitglied des Winnipeg Hockey Club sowie der Eishockeymannschaft des Winnipeg Rowing Clubs. Die Mannschaften, denen er angehörte, waren stets in der besten Senior-Amateurliga von Manitoba vertreten. Zu dieser Zeit zählte ebendiese Liga auch zu den besten Ligen in ganz Kanada. Breen führte die Liga in fünf seiner acht Spielzeiten als Torschützenkönig an. In der Saison 1903/04 galt er als Starspieler im Team des Winnipeg Rowing Club, das gegen die Ottawa Silver Seven, um den Erhalt des Stanley Cups antrat. Das Team aus Winnipeg, das Breen als Mannschaftskapitän anführte, verlor jedoch zwei der drei Spiele gegen die Mannschaft aus Ottawa. Sieben der neun Spieler im Team wurden dabei verletzt; darunter auch Breen, der von der Manitoba Free Press als „verletzt und völlig am Boden“ beschrieben wurde.
In den Spielzeiten 1907/08 und 1908/09 spielte Breen in einer professionellen Eishockeyliga in Manitoba. Die Liga hatte jedoch nur wenig Erfolg und wurde bereits Anfang 1909 aufgelöst und fortan nicht mehr betrieben. Sie hatte Schwierigkeiten, die häufig in den frühen professionellen Ligen in vielen Sportarten auftraten. Die Spiele waren extrem gewalttätig – man beachte nur die sieben Verletzten aus dem Spiel um den Stanley Cup 1903/04 –, andere Partien waren manipuliert oder es standen Gerüchte über geschobene Partien im Raum. Des Weiteren hatte die Liga mit Spielern und Eigentümern zu kämpfen, die ihre Vereinbarungen nicht einhielten und ihre Verträge brachen. Andere Mannschaften zogen sich wiederum während der laufenden Saison aus dem Spielbetrieb zurück. Breen hatte es in zehn Jahren auf insgesamt 129 Tore gebracht, womit er der beste Torschütze des gesamten Jahrzehnts war.
Nach seiner nur kurzen Profikarriere trat der für einen Eishockeyspieler eher schmächtige Breen – bei einer Körpergröße von etwa 167 cm hatte er 64 kg – nie wieder im höherklassigen Eishockey in Erscheinung. So schloss er sich auch keinem der anderen Teams aus Manitoba an und war keiner der Manitobans, die in dieser Zeit Angebote aus dem Osten Kanadas, den USA oder ab 1911 auch Angebote von der Pazifikküste annahmen. Über die genauen Gründe seines Rückzugs ist nichts Näheres bekannt. Oftmals wurde vermutet, dass er sich selbst aufgrund seiner Größe und seines Gewichts nicht für das Profispiel geeignet sah. Ebenso könnte sein Alter ein weiterer Faktor gewesen sein. Eine weitere Vermutung legt nahe, dass er womöglich auch seine Anstellung als Buchhalter bei der Codville Company, einem Lebensmittelgroßhändler in Winnipeg, nicht verlieren wollte. Am 7. Januar 1911 heiratete er in Moose Jaw in der Provinz Saskatchewan Mabel Campbell Rankin (* 1883; † ?), mit der er einen Sohn hatte. Sie war die Schwester von Howard Rankin, dem Manager der Codville Company, in der Breen beschäftigt war.
Breen hätte die Möglichkeit gehabt in Winnipeg Senior-Amateur-Hockey zu spielen, wenn er seinen Amateurstatus wiedererlangt hätte. So hatte Winnipeg in den Jahren von etwa 1910 bis 1914 die beste Senior-Amateur-Liga Kanadas, an der Breen auch teilhaben wollte. Von Seiten der Amateur Athletic Union of Canada, die gegen den Profisport war, bekam er jedoch die volle Härte zu spüren. Die Funktionäre der Manitoba-Niederlassung der Amateursportunion wollten damit jene Personen bestrafen, die ihrer Meinung nach den Profisport mit ihrer Teilnahme gefördert hatten. Robert Allison Coyne Manning, ein Anwalt aus Winnipeg, argumentierte damit, dass Breen und andere in den Jahren 1907 bis 1909 nur deshalb auf Profiebene spielte, weil das Amateureishockey in dieser Zeit auf einem solch niedrigen sportlichen Niveau war. Da ihm einer Karriere als Amateurspieler fortan verwehrt blieb, wurde Breen Eishockeyschiedsrichter und -trainer. Aufgrund seiner engagierten Arbeit in diesen beiden Bereichen erhielt er im Jahre 1913 doch noch seinen Amateurstatus zurück und durfte fortan wieder offiziell für Amateurteams als Spieler in Erscheinung treten. Nachdem er zu diesem Zeitpunkt jedoch bereits vier Spielzeiten nicht mehr im Einsatz gewesen war, versuchte er kein Comeback und zog sich weitestgehend in sein Privatleben zurück. In diesem Jahr hatte er den Winnipeg Hockey Club noch zum Erhalt des Allan Cups geführt.
1914 schloss er sich seinen beiden Brüdern Nixon John und Thomas George an und gründete mit ihnen die Breen Motor Company Limited, einen erfolgreichen Autohändler. Als er am 3. September 1927 im Alter von 44 Jahren in Rochester im US-Bundesstaat Minnesota an Lymphdrüsenkrebs starb, war er Schriftführer und Schatzmeister des Unternehmens. Drei Tage nach seinem Tod wurde das Mitglied mehrerer renommierter Organisationen, darunter der Carleton Club und der St. Charles Country Club, in Winnipeg beerdigt. Posthum wurde Breen in die Manitoba Hockey Hall of Fame aufgenommen.

## Erfolge und Auszeichnungen (Auswahl)
- 5× Topscorer der Manitoba Hockey League
- Honoured Member der Manitoba Hockey Hall of Fame